# 均溪镇
均溪镇是中国福建省三明市大田县下辖的一个镇，是大田县县治所在地。
均溪镇人口多数为汉族，部分为回族。地方方言为大田话。

## 名称由来
均溪镇因溪流从境内经过并将村庄均分而得名。

## 历史沿革
周朝时，均溪就有人类定居。
明清时，均溪属于进城乡大田里三十三四都。民国初，均溪镇称坊都。1924年，均溪成为大田县中心区。1946年，改为均溪镇。
1949年，大田县设均溪区。1950年2月，均溪为第一区，1956年，改为均溪区。1958年4月，撤区改为城关镇并于8月起属东风人民公社。1962年，均溪分设城关、均溪、仙峰、建成4个公社。1969年，并为城关公社。1972年，设均溪公社，划出石牌等8个大队设红湖公社以及早兴等6个大队设早兴公社。
1984年，成立均溪镇。

## 行政区划
均溪镇共辖8个居委会、22个行政村。分别是：
| 居委会/行政村 | 地名   | 自然村                                                                                            |
| ------------- | ------ | ------------------------------------------------------------------------------------------------- |
| 白岩居委会    |        |                                                                                                   |
| 文昌居委会    |        |                                                                                                   |
| 南街居委会    |        |                                                                                                   |
| 东门居委会    |        |                                                                                                   |
| 镇东居委会    |        |                                                                                                   |
| 仙亭居委会    |        |                                                                                                   |
| 玉凤居委会    |        |                                                                                                   |
| 赤岩居委会    |        |                                                                                                   |
| 红星村        | 宝山路 | 镇东、担坑、宫仔垵、十八垵、小溪、下桥、后岬洋、中山、镇南、赤岩、澹多                            |
| 玉田村        | 小田   | 小田、白岩、西门头、赤墓仔、后坂洋、长头坑                                                        |
| 福塘村        | 福塘   | 福塘、田头、菜坂洋尾、石坑、仙亭坑、工地、菜坂洋头、乐祠                                          |
| 金岭村        | 金竹坂 | 金竹坂、牛沟岭、金竹坑、瓦寮、十六厝、尖崎、中崎                                                  |
| 宋京村        | 茶盘兜 | 茶盘兜、源头墘、半岭仔、前坑仔、池塘丘、刺垵 篷罩墓、寮垵仔、下洋、卓厝后、拳头仑、粪坑口、下洋尾 |
| 良元村        | 后洋   | 后洋、苏坑、前洋、水尾、砍坂                                                                      |
| 郭村村        | 下坂   | 下坂、郭村、上郭村、下郭村、松柏坂                                                                |
| 翰林村        | 翰林崎 | 翰林崎、祖厝、糠坪                                                                                |
| 温镇村        | 温镇   | 东岩洋、涸坑盂、温镇、朱宝山、井尾、镇前洋                                                        |
| 周田村        | 茅厝   | 茅厝、坂尾、坂头、后坑、绿树林                                                                    |
| 许思坑村      | 许思坑 | 许思坑、前洋、后洋、樟村                                                                          |
| 建成村        | 半路   | 半路、后垄、下坑垄、岭后                                                                          |
| 东坑村        | 前洋   | 前洋、霞洋、后洋、下洋尾                                                                          |
| 金山村        | 半山   | 半山、黄西坑                                                                                      |
| 上华村        | 上华   | 上华、上蔡、长圳尾、长坑垄、卓坑、陈坑、格丘                                                      |
| 和丰村        | 溪东坂 | 溪东坂、空安、下盂坑、坂面、下车坂                                                                |
| 和丰坪村      | 和丰坪 | 和丰坪、小垄头、后坑垄、轮厝墓、大垄头、大肚垄、高岬                                              |
| 后华村        | 后华   | 后华、溪柏林                                                                                      |
| 华坑村        | 上坪   | 上坪、蕨坑、下洋、凉岬                                                                            |
| 上太村        | 上坑口 | 上坑口、小坑、大林、坑园、禄坑、后禄坑、前禄坑、大坂、拱桥                                        |
| 太山崎村      | 太山崎 | 太山崎、小聪、大盂                                                                                |
| 大道山村      | 大道山 | 大道山                                                                                            |

## 文物保护
均溪镇主要文物有文昌阁（大田一中）、镇东桥和芳联堡（又名芳联堂，许思坑村）。
文昌阁，俗称“三层楼”或“八角楼”，后又称为“凌云阁”。文昌阁建于明嘉靖15年，建成时为全城最高建筑物（13米多）。文昌阁原址在城区南郊赤岩。清康熙6年，文昌阁移建至城内凤凰山的明伦堂前泮池东南面。乾隆22年（1757年），文昌阁进行整修并沿到至今。1984年8月中旬，大田县根据规划将文昌阁迁建大田一中科学楼前泮池石桥北花园中。
镇东桥位于县城东郊，建于明成化八年。镇东桥原名大田桥，为木桥，大田置县时改为镇东桥。清乾隆17年，改为石结构拱桥。1985年，大田县政府重修镇东桥。
芳联堡由道光年间太学张应滥、张元梅父子所建，是大田县现存规模最大的一座古堡。